# Côtes du Rhône

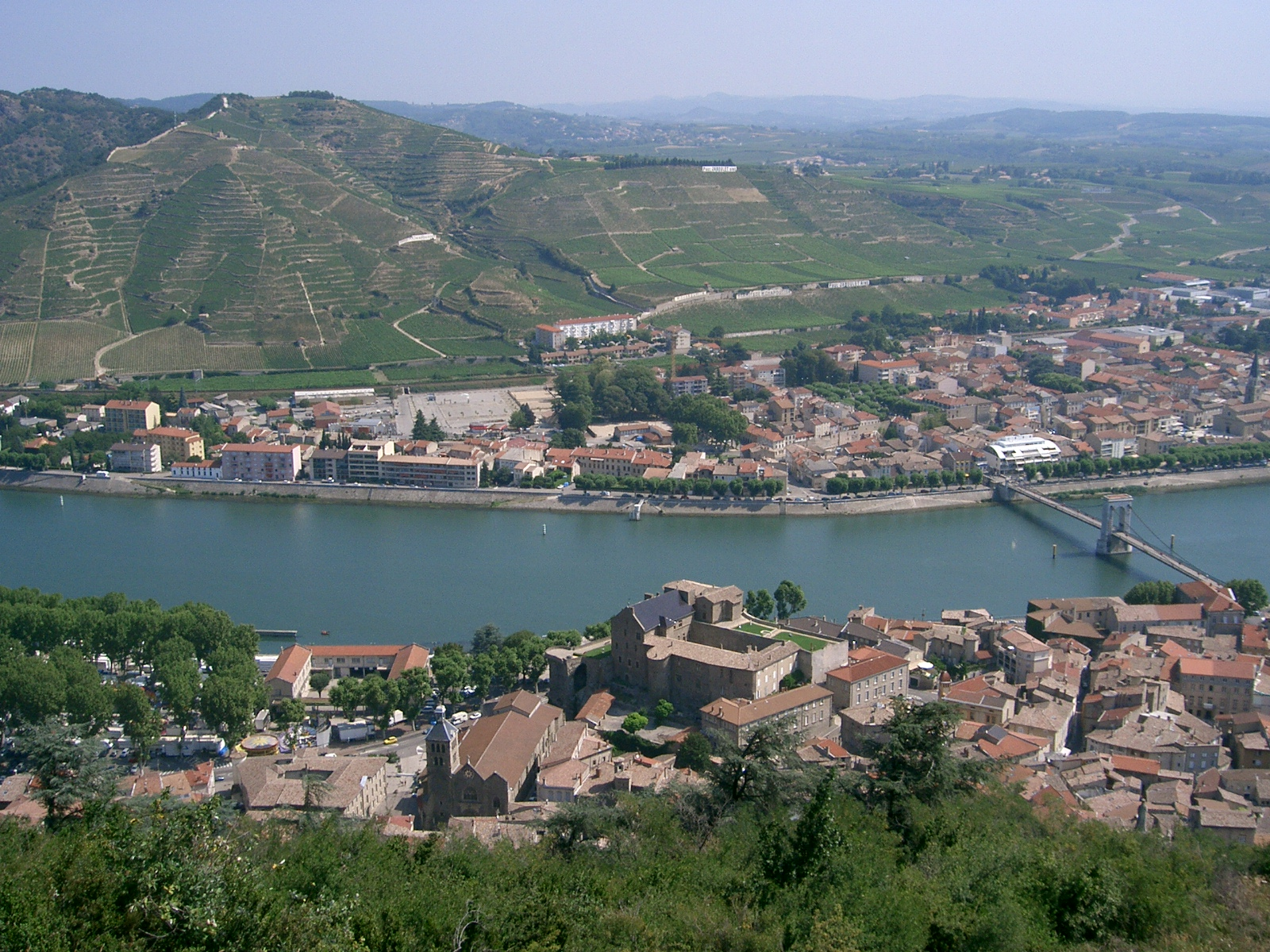
Viñedos en Tournon-sur-Rhône

Côtes-du-Rhône (en idioma español Colinas del Ródano) es una AOC (Appellation d'origine contrôlée) francesa que se aplica a vinos producidos en ambas márgenes del río Ródano, siendo la principal de las que integran la Región Vinícola del valle del Ródano y uno de los buques insignia de la viticultura gala (junto con Burdeos, Borgoña y Champaña).
Al parecer se cultivaba el viñedo desde la época romana, pero la presencia de los vinos de la Borgoña siempre ensombreció la calidad de los vinos de las Côtes du Rhône. Es en ya en el siglo XIX cuando empieza a prosperar su fama y no es hasta la segunda mitad del siglo XX cuando alcanza el prestigio que hoy en día tiene esta zona vitivinícola. 

## Localización
Las tierras de producción de la AOC Côtes-du-Rhône se extienden a lo largo del curso del río en la zona comprendida entre Vienne (al norte) y Aviñón (al sur). Se trata de un área de 73 000 hectáreas repartidas en dos regiones:
- Las Côtes-du-Rhône septentrionales (de Vienne hasta Valence).
- Las Côtes-du-Rhône meridionales (de Montélimar y Bourg-Saint-Andéol hasta Aviñón).

De ellas salen unos 3,5 millones de hectolitros anuales (unas 465.000.000 botellas), provenientes de 7000 explotaciones distintas (2000 de ellas privadas y el resto de tipo cooperativa).

## Denominaciones
Regulada por decreto del 19 de noviembre de 1937, la producción de esta AOC comprende cuatro denominaciones:
- Côtes-du-rhône.
- Côtes-du-rhône Villages.
- Côtes-du-rhône Villages con nombre.
- Côtes-du-rhône (denominaciones locales o Crus).

### Côtes-du-rhône
Es la principal de todas ellas y abarca ella sola 44000 de las 73000 hectáreas repartidas por 171 comunas entre seis departamentos distintos (Ardèche, Drôme, Gard, Loira, Ródano y Vaucluse). Se trata mayoritariamente de vinos tintos.

### Côtes-du-rhône Villages
En 2008 eran 90 las comunas de los departamentos de Ardèche, Drôme, Gard y Vaucluse con derecho a emplear esta denominación
| Ardèche  | Bourg-Saint-Andéol, Saint-Just, Saint-Marcel-d'Ardèche, Saint-Martin-d'Ardèche |
| Drôme    | Bouchet, Mirabel-aux-Baronnies, Montbrison-sur-Lez, Nyons, Le Pègue, Piégon, Suze-la-Rousse, Taulignan, Tulette, Venterol |
| Gard     | Aiguèze, Castillon-du-Gard, Cavillargues, Comps, Cornillon, Fournès, Gaujac, Montfrin, Pont-Saint-Esprit, Pujaut, Roquemaure, Sabran, Saint-Alexandre, Saint-Hilaire-d'Ozilhan, Saint-Marcel-de-Careiret, Saint-Michel-d'Euzet, Saint-Nazaire, Saint-Pons-la-Calm, Sauveterre, Valliguières, Vénéjan  |
| Vaucluse | Bédarrides, Bollène, Buisson, Caumont-sur-Durance, Châteauneuf-de-Gadagne, Courthézon, Grillon, Morières-lès-Avignon, Orange, Richerenches, Saint-Marcellin-lès-Vaison, Saint-Roman-de-Malegarde, Sainte-Cécile-les-Vignes, Saint-Saturnin-lès-Avignon, Sorgues, Vaison-la-Romaine, Vedène, Villedieu |

### Côtes-du-rhône Villages con nombre
18 denominaciones específicas agrupan comunas con derecho de agregar su nombre al de Côtes-du-rhône como AOC. Se trata de:
- Cairanne, Massif-d'uchaux, Pan-de-dieu, Puyméras (parte en Drôme), Rasteau, Roaix, Sablet, Séguret, Valréas y Visan en Vaucluse.
- Rochegude, Rousset-les-vignes, Saint-maurice-sur-eygues y Saint-pantaléon-les-vignes en Drôme
- Chusclan, Laudun, Saint-gervais y Signargues en Gard.

### Denominaciones locales
Más otras 15 denominaciones locales para grandes reservas:
- Beaumes-de-venise,
- Château-grillet,
- Châteauneuf-du-pape,
- Condrieu,
- Côte-rôtie,
- Cornas,
- Crozes-hermitage,
- Gigondas,
- Hermitage,
- Lirac,
- Saint-joseph,
- Saint-péray,
- Tavel,
- Vacqueyras,
- Vinsobres

## Cepas
El decreto 96-567 del 24 de junio de 1996 establece:
- Para tintos y rosados:
  - Cepas principales: Garnacha tinta (debe componer al menos el 40% de la producción salvo para viñedos al norte de Montélimar), Syrah y Monastrell.
  - Cepas secundarias (su suma no puede depasar el 30%): Cariñena, Cinsault, Counoise, Muscardin, Brun argenté, Picapoll negro, Terret negro, Garnacha gris y Clairette rose.

- Para blancos:
  - Cepas principales: Garnacha blanca, Clairette, Marsanne, Roussanne, Bourboulenc y Viognier.
  - Cepas secundarias (no más de un 20% del total): Trebbiano y Picpoul.

Los vinos tintos pueden llevar hasta un 5% de las cepas indicadas para blanco y los rosados hasta un 20%.